# 13 призрака
„13 призрака“ (на английски: Thirteen Ghosts) е американски филм на ужасите от 2001 година на режисьор Стив Бек. Филмът е римейк на филма „13 призрака“ на Уилям Касъл. Във филма участват Тони Шалуб, Ембет Дейвиц, Матю Лилард, Шанън Елизабет, Рах Дига и Ф. Мъри Ейбрахам. Филмът е пуснат по кината в САЩ на 26 октомври 2001 г.